# のた坊主
のた坊主（のたぼうず）とは、現在の愛知県半田市堀崎町付近に伝わる化け狸で、人間に化けて、白と黒のだんだら模様のでんちを着て毎年酒蔵に勝手に入ってきて元酒を飲んでしまう。

## 概要
1974年の小栗久夫の著書『半田の伝説』が出版されるまで活字化はほぼなされていなかった民話とみられ、後発の同じ民話収録した書籍などはこれが原資料とされる。
「のた」とは逃げる姿が、のたのたしているという意味ともされるが、原資料となる『半田の伝説』には言及がなく、1978年の小島勝彦の編著『尾張の民話』にはみられることについて、愛知の伝承などの研究や周知を目的とする、あいち妖怪保存会は疑問点があるとしている。

## 物語
上半田の酒蔵が並んでいた地域の北側に竹藪があり、桶の箍をつくるために重宝していたが狸の棲む穴もあって、味がよく出来上がる2、3月になるとそこか出てきた狸が子供に化けて酒蔵に忍び込んで酒を盗み飲んでしまうことに酒屋は悩まされた。蔵で狸を殺すわけにはいかず、箍作りのことがあるために竹藪を刈り取って穴を埋めるわけにもいかなかった。
利口である狸はなかなか捕まらなかったが、ある酒蔵に忍び込んだのた坊主はすっかり酔いがまわって逃げることもままらなくなったときに待ち構えていた男たちに捕まった。そこでのた坊主はその男たちに、酒蔵の近くの藪の穴には自分を必要とするまだ幼い狸が二匹いるということと、今後は盗みもしないし、一族のものにもそんなことはさせないので助けてくれと言うと、その酒蔵の男たちはのた坊主のその様子を哀れに思い、のた坊主を許すことにした。
許してもらったのた坊主はその恩返しにその酒蔵の商売が繁盛するように守ると約束し、その家は本当にますます繁盛、狸の行いに感心した酒蔵の主人はいつしか毎年たぬき祭りを催してそのときには元酒を狸の穴に贈っていた。

## アニメ
まんが日本昔ばなし(1990年03月03日放送)では、のた坊主の話に民話では出てこない酒蔵の主人の母親が出てくる。
民話と違うところはのた坊主が捕まった時に主人の母親がのた坊主を解放して、のた坊主に酒を届けてやるということを提案し、主人が毎年酒をのた坊主に届けるようになり、その後その酒屋が繁盛したという結末となっている。